# 大理州第二人民医院
大理州第二人民医院（大理州精神病医院）是云南省大理州大理市的一所精神病学专科三级甲等医院，隶属于大理州卫生健康委员会主管。
大理州精神病医院于1979年开始筹建，1982年7月19日正式投入使用，位于下关南郊巍山路口。该院在初开院时占地面积35.87亩，开放床位100张，职工40人。2002年7月，搬迁至漾濞路300号，加挂“大理州第二人民医院”的牌子，漾濞路院址占地面积12亩。2009年，整体搬迁建设项目启动，2016年10月18日，该院正式搬迁至开发区红山路。2017年11月，被评为“三级甲等专科医院”。截至2022年，该院占地57亩，总建筑面积4.4万平方米，编制床位890张，职工518人。